# 张光增
张光增（1973年4月—），山东寿光人，中国人民解放军大校，现任泉州军分区大校副司令员。
张光增曾担任中共闽清县委常委、闽清县人民武装部政委。2022年升任泉州军分区副司令员，后补选为泉州市第十七届人大代表。他还是福建省第十四届人大代表。